# Брентфорд (футбольний клуб)
«Бре́нтфорд» — англійський футбольний клуб з Лондона. Найбільше досягнення команди в Чемпіонаті Англії — п'яте місце в сезоні 1935/1936.

## Історія
Клуб був заснований у жовтні 1889 року. У 1920 році «Брентфорд» вступив до Футбольної ліги Англії (в Третій дивізіон).
В 1935/36 сезоні команда досягла п'ятого місця в Першому дивізіоні, що є її найвищим досягненням у верхньому дивізіоні.
В сезоні 2013/14 клуб посів 2 місце в Першій лізі та здобув право в сезоні 2014/15 виступати в Чемпіоншипі.
За підсумками сезону 2020/21 посів третє місце в Чемпіоншипі, після чого став переможцем плей-оф за вихід в Прем'єр-лігу.

## Стадіон
Домашні матчі «Брентфорд» проводяться на стадіоні «Брентфорд Комм'юніті», який вміщує більше 17 тисяч глядачів. До 2020 року команда грала на стадіоні «Гріффін Парк».

## Конкуренти
Головними конкурентами «Брентфорда» є інші команди, що представляють західну частину Лондона: «Фулгем» та «Квінз Парк Рейнджерс».

## Талісман

Логотип до 2017 року.

Талісманом клубу є бджілка Buzz Bee.

## Відомі футболісти
- Кевін О'Коннор (1999—2015, 426 матчів за клуб)

## Клубні рекорди
- Найбільша перемога: 9:0 над «Рексемом», 15 жовтня 1963 року
- Найбільша поразка: 0:7 від «Пітерборо Юнайтед», 24 листопада 2007
- Найбільша кількість очок: 85 (Друга футбольна ліга, сезон 2008-09)
- Найбільша кількість голів за сезон: 98, сезон 1962-63
- Найбільша кількість пропущених голів за сезон: 94, сезон 1925-26
- Найкращий бомбардир: Джек Таверс (153, 1954—1961 роки)
- Найкращий бомбардир за сезон: Джек Холлідей (39, сезон 1932-33)
- Найбільше проведених матчів: Кен Кут (514, 1949-1964)
- Найбільша серія без поразок: 26, з 20 лютого 1999 по 16 жовтня 1999.
- Найбільша серія без перемог: 18, з 9 вересня по 26 грудня.

## Поточний склад
Станом на 23 жовтня 2024
| №  | Поз. | Нац.       | Гравець                   |
| -- | ---- | ---------- | ------------------------- |
| 1  | ВР   | Нідерланди | Марк Флеккен              |
| 2  | ЗХ   | Шотландія  | Аарон Гікі                |
| 3  | ЗХ   | Англія     | Ріко Генрі                |
| 4  | ЗХ   | Нідерланди | Сепп ван ден Берг         |
| 5  | ЗХ   | Ямайка     | Ітан Піннок               |
| 6  | ПЗ   | Данія      | Крістіан Нергор (капітан) |
| 7  | НП   | Німеччина  | Кевін Шаде                |
| 8  | ПЗ   | Данія      | Матіас Єнсен              |
| 9  | НП   | Бразилія   | Ігор Тьяго                |
| 10 | ПЗ   | Англія     | Джош Дасілва              |
| 11 | НП   | ДР Конго   | Йоан Вісса                |
| 12 | ВР   | Ісландія   | Хакон Валдімарссон        |
| 13 | ВР   | Англія     | Метт'ю Кокс               |
| 14 | ПЗ   | Португалія | Фабіу Карвалью            |
| 16 | ЗХ   | Англія     | Бен Мі                    |

| №  | Поз. | Нац.           | Гравець          |
| -- | ---- | -------------- | ---------------- |
| 18 | ПЗ   | Україна        | Єгор Ярмолюк     |
| 19 | НП   | Камерун        | Бріан Мбемо      |
| 20 | ЗХ   | Норвегія       | Крістоффер Аєр   |
| 21 | ЗХ   | Англія         | Джейден Мегома   |
| 22 | ЗХ   | Ірландія       | Натан Коллінз    |
| 23 | ПЗ   | Англія         | Кін Льюїс-Поттер |
| 24 | ПЗ   | Данія          | Міккель Дамсгор  |
| 26 | ПЗ   | Туреччина      | Юнус Емре Конак  |
| 27 | ПЗ   | Німеччина      | Віталій Янельт   |
| 28 | ПЗ   | Англія         | Раян Тревітт     |
| 30 | ЗХ   | Данія          | Мадс Рерслев     |
| 32 | ПЗ   | Англія         | Паріс Магома     |
| 36 | ЗХ   | Південна Корея | Кім Чі Су        |
| 39 | НП   | Бразилія       | Густаво Нунес    |
|    | ПЗ   | Нідерланди     | Антоні Міламбо   |